# Android Mini PC MK802

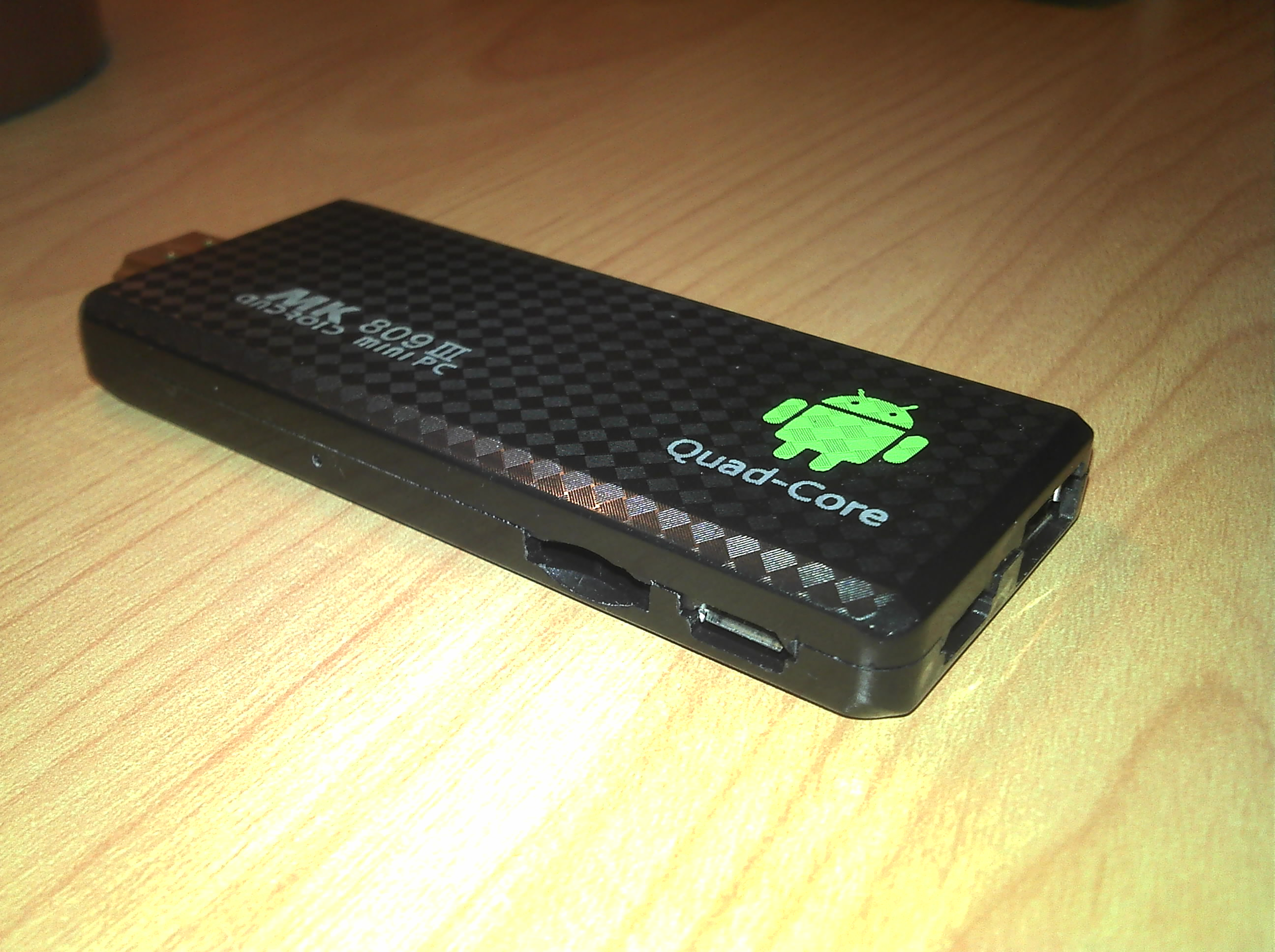
MK809III V1.0

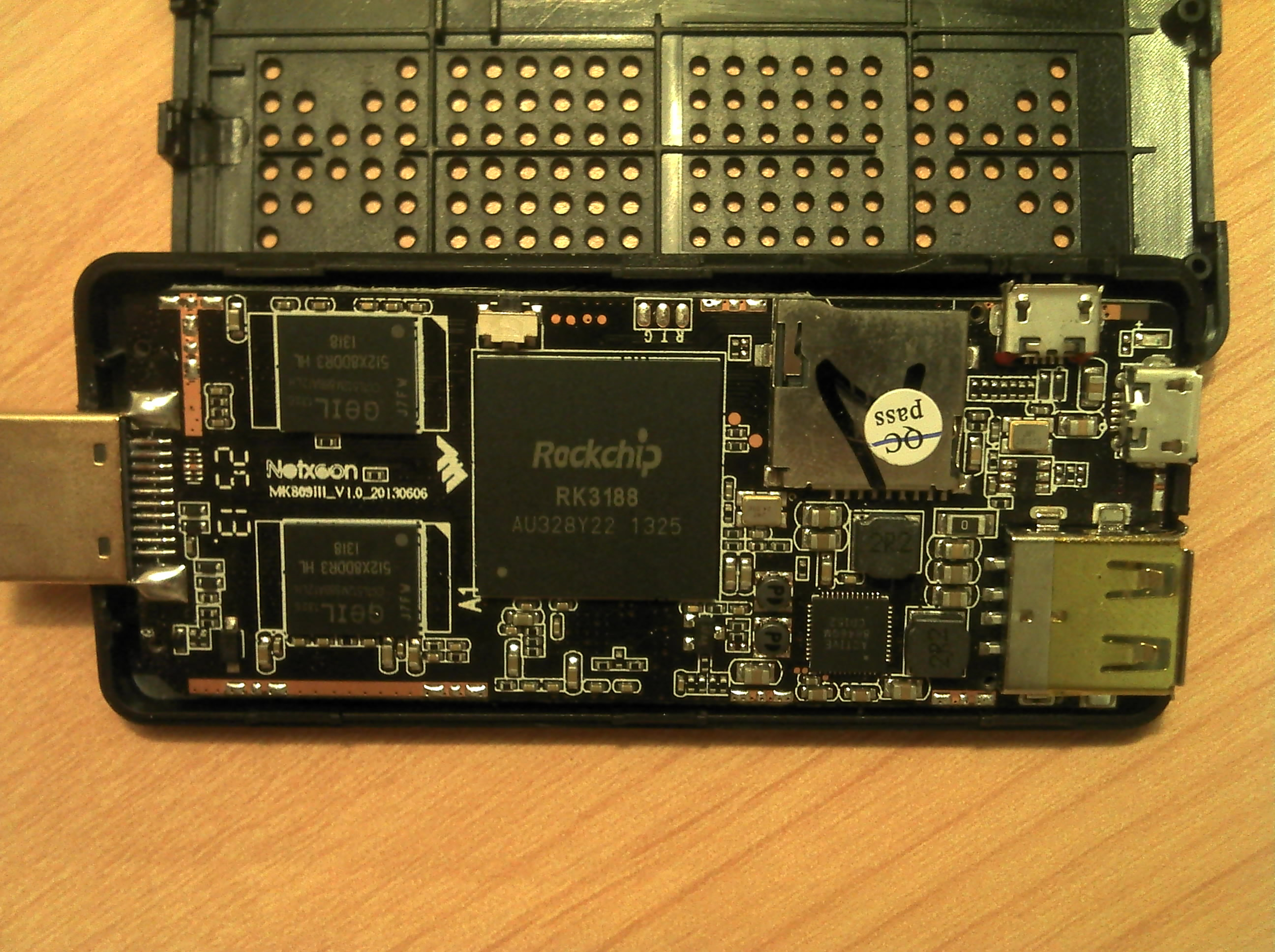
Un MK809III V1.0 desmontado.

El Android Mini PC MK802 es un PC-en-una-barra producido por Rikomagic, que utiliza un
System on a chip (SoC) Allwinner A1X, basado en una arquitectura ARM, compuesta de un ARM V7 basado en un procesador Cortex A8 de 1 GHz, un GPU Mali-400 MP y una Video Processing Unit (VPU) CedarX de AllWinner, capaz de decodificar vídeo 2160p.
Ha sido apodado como "el más pequeño reproductor de Google TV", siendo presentado por primera vez al Mercado en mayo de 2012, y es un dispositivo de tamaño diminuto con el que se puede convertir un ordenador en un televisor, y viceversa. Desde su introducción, han aparecido otros cuatro modelos: MK802+ and MK802 II, resultando rediseños y modificaciones menores de los productos originales:
- El III MK802 trajo un nuevo diseño con un Rockchip RK3066, una CPU de doble núcleo (Cortex-A9 a 1,6 GHz), ROM, tanto con 4 GB como con 8 GB y Android 4.1 (en lugar de 4.0 de las versiones anteriores).
- El MK802 IIIS añadido Bluetooth.

El producto es relativamente barato, con un precio aproximado de US$ 50.
También se puede utilizar como una ordenador ligero para internet y la oficina, mediante la instalación de una distribución de Linux como Ubuntu o Lubuntu.
Además, también se puede utilizar el MK802 con Ubuntu o Lubuntu para el control de telefonía móvil / inalámbrica de mundo físico con ECMAScript / JavaScript en combinación con Arduino y node.js.

## Historia y modelos
El MK802 del tamaño de un pulgar, que se introdujo por primera vez en el mercado en mayo de 2012, puede convertir una pantalla con un puerto HDMI o DVI-D en una computadora con Android, o varias distribuciones de Linux derivadas de Ubuntu para versiones LE (Linux Edition). Desde que se introdujo el diseño original, se han lanzado otros cinco modelos similares.
- MK802: diseño original con SoC AllWinner A10  (con CPU ARM Cortex-A8 de un solo núcleo y GPU ARM Mali-400MP).
- MK802+: utiliza el SoC AllWinner A10s con la memoria RAM aumentada a 1 GB[4]
- MK802 II: forma modificada y velocidad de procesador ligeramente aumentada[5]
- MK802 III: un nuevo diseño con un Rockchip RK3066 (que incluye una CPU ARM de doble núcleo (ARM Cortex-A9 a 1,6 GHz y GPU ARM Mali-400MP) y almacenamiento flash de 4 GB u 8 GB con Android Jelly Bean 4.1[6]
- MK802 III LE: Picuntu (Xubuntu ajustado para Rockhip SoCs) basado en distribución vversion5.0.1f MK802 III; con 1 GB de memoria RAM y 8 GB de almacenamiento flash.
- MK802 IIIS: Se agregó compatibilidad con Bluetooth, apagado por software y soporte de Kodi.[7][8]
- MK802 IV: lanzado en mayo de 2013, un nuevo diseño con un Rockchip RK3188/RK3188T, una CPU ARM de cuatro núcleos (ARM Cortex-A9 a 1,6 GHz, 1,4 GHz para el modelo T), 2 GB de RAM, GPU Mali de 400 MHz y 8 GB de almacenamiento flash que ejecuta Android Jelly Bean 4.2 (API level 17).[4][9][10]
- MK802 IV LE: Versión Ubuntu del MK802 IV con 2 GB de RAM, versiones con 8 y 16 GB de almacenamiento flash.

## Conectores
- HDMI
- mini o micro USB 2.0
- USB 2.0
- ranura microSD
- Alimentación a través de micro-USB OTG
- 4G

Todos los modelos se parecen a una unidad flash USB algo más grande que alberga un procesador, memoria RAM, almacenamiento y puertos de E/S. Equipado con un teclado, un mouse y una pantalla, el dispositivo puede realizar las funciones de una computadora basada en Android. Las distribuciones de Linux Ubuntu o PicUntu también se pueden instalar en estos dispositivos que ofrecen un entorno de escritorio con ventanas.
El éxito y el diseño del MK802 han generado una gran cantidad de dispositivos similares con especificaciones similares, muchos de los cuales tienen números de modelo similares , pero no son fabricados por Rikomagic. Además, estos dispositivos comparten muchas características con la computadora Raspberry Pi.